# Victoria Flexer
Victoria Flexer (n. Buenos Aires, Argentina, 14 de junio de 1978) es una doctora en química e investigadora argentina.
Nació en el barrio porteño de Balvanera y cursó sus estudios secundarios en el Colegio Nacional de Buenos Aires donde descubrió su interés por la ciencia siendo adolescente. Se graduó y doctoró en ciencias químicas en la Facultad de Ciencias Exactas y Naturales de la Universidad de Buenos Aires.
Concluidos sus estudios universitarios viajó por tres años a Burdeos, contratada por un centro de investigación local. Allí realizó el posdoctorado, trabajando en un proyecto para conseguir extraer energía del proceso de fotosíntesis de los cactus, lo que tendría aplicación en medicina. Terminado el proyecto fue a trabajar a la Universidad de Queensland, en Brisbane, por los siguientes dos años hasta que obtuvo la beca Marie Curie que otorga la Comisión Europea. Desde entonces desarrolló sus investigaciones en la Universidad de Gante (Bélgica), por dos años más.
En 2023 fue distinguida con el Diploma al Mérito de los Premios Konex por su trabajo en la última década en Energía y Sostenibilidad.
Actualmente es investigadora del CONICET en el Centro de energía y materiales avanzados de Jujuy (Cemaju, Unju-CONICET).